# John Fastolf
John Fastolf, född omkring 1378, död 5 november 1459, var en engelsk adelsman.
Fastolf deltog på huset Lancasters sida i dess strid med ätten York under Rosornas krig. 1423 blev han guvernör över Normandie, Maine och Anjou. Hans namn användes av Shakespeare för dennes karaktär Falstaff, men hade i övrigt få likheter med den verkliga personen.